# Флаг Аяно-Майского района
Флаг Ая́но-Ма́йского муниципального района Хабаровского края Российской Федерации.
Флаг утверждён 20 апреля 2010 года и внесён в Государственный геральдический регистр Российской Федерации с присвоением регистрационного номера 6370.
Флаг является официальным символом Аяно-Майского муниципального района.

## Описание
«Прямоугольное полотнище с отношением ширины к длине 2:3, состоящее из двух горизонтальных полос зелёной и голубой в отношении 2:1, по линии разделения которых, выложены белые квадраты; в середине полотнища белыми цветами изображены фигуры из герба района: на зелёной полосе — голова оленя и между его рогов соболя, на голубой полосе — краба».

## Обоснование символики
Цвета и фигуры флага символизируют историю и культуру района, его природно-климатические условия, особенности его фауны и основной профиль занятий местного населения.
Аяно-Майский район — один из самых отдалённых, северных районов Хабаровского края. Земли района с юго-востока омываются водами Охотского моря (на флаге символически отражено голубым цветом). Среди растительности района выделяются аянская голубая ель, сосна, брайя стручковая (единственное место произрастания в России). Вся флора района отражена на флаге зелёным цветом.
Полоса, составленная из малых ромбов — «оленья тропа» — аллегория эвенкийских национальных узоров, символически отражает национальные особенности района.
Голова оленя — символизирует основное занятие местных жителей — оленеводство. Олень для эвенков главный помощник в кочевой жизни, это и мясо, и одежда, и обувь, и лекарство.
Соболь (особая гордость жителей района — местный баргузинский кряж) — представляет богатую фауну Хабаровского края и пушной промысел, издревле ведущийся в необъятных просторах тайги.
Краб — символ морской фауны, успешного рыболовства и добычи морепродуктов.
Зелёный цвет символизирует весну, здоровье, природу, надежду.
Голубой цвет (лазурь) — символ возвышенных устремлений, мышления, искренности и добродетели.
Белый цвет (серебро) — символ чистоты, совершенства, божественной мудрости, благородства, мира.